# SV Preußen Reinfeld
Der Sportverein Preußen von 1909 e. V. Reinfeld, kurz SV Preußen Reinfeld oder einfach nur Preußen Reinfeld, ist ein Sportverein aus Reinfeld im Kreis Stormarn in Schleswig-Holstein. Die Fußballmannschaft der Männer spielt in der fünftklassigen Oberliga Schleswig-Holstein.

## Geschichte
Der Verein wurde im Jahre 1909 gegründet. Neben Fußball bietet der SV Preußen noch Badminton, Basketball, Chian-Do, Deutsches Sportabzeichen, Faustball, Fechten, Fitness und Gesundheit, Handball, Herzsport, Kegeln, Kinderturnen, Leichtathletik, Männergymnastik, Schwimmen, Skat und Canasta, Tischtennis und Volleyball an.

### Fußball
Die Fußballer qualifizierten sich im Jahre 2008 für die neu geschaffene Verbandsliga Süd-Ost. Zwei Jahre später stieg die Mannschaft in die Kreisliga Stormarn ab. Dort wurden die Preußen im Jahre 2013 Vizemeister hinter dem VfL Tremsbüttel und schafften zwei Jahre später als Meister den Wiederaufstieg in die Verbandsliga. Als Vierter der Saison 2016/17 schafften die Reinfelder die Qualifikation für die neu geschaffene Landesliga Holstein. Zwei Jahre später wurden die Preußen dort Dritter hinter dem Oldenburger SV und dem 1. FC Phönix Lübeck. Da der Heider SV in die Regionalliga Nord aufstieg und nur zwei Mannschaften aus der Landesliga Schleswig für die Oberliga Schleswig-Holstein gemeldet hatten, stiegen die Preußen ebenfalls in die Oberliga auf. Darüber hinaus erreichten die Reinfelder noch das Halbfinale des Schleswig-Holstein-Pokals 2018/19, wo die Mannschaft gegen den Regionalligisten SC Weiche Flensburg 08 mit 0:2 verlor.

### Handball
Die Frauenmannschaft des SV Preußen Reinfeld stieg im Jahre 2017 in die viertklassige Oberliga Schleswig-Holstein/Hamburg auf, wo man bis 2022 spielte.

## Persönlichkeiten
- Dan-Patrick Poggenberg
- Matti Steinmann